# Miss Península Guajira
El Miss Península Guajira, es un concurso de belleza, cuya finalidad es escoger y preparar la representante de este Municipio Zuliano (Municipio Guajira) para el Miss Venezuela; además para la participación de sus candidatas a nivel Internacional.
Cabe mencionar, que las candidatas son designadas directamente por la organización Miss Venezuela, a pesar de que dicha región pertenece al Estado Zulia, la Org. Miss Venezuela permite que en algunas ediciones se exponga esta banda de manera independiente. Las candidatas seleccionadas para portar esta banda, representan el municipio con gran pundonor, con el fin de dejar en alto el nombre de su gente bella y luchadora.

## Miss Península Guajira en el Miss Venezuela
La siguiente lista muestra todas las candidatas que han sido coronadas como Miss Península Guajira, y por ende, que han participado en el Miss Venezuela. La primera reina de este Municipio fue María Eugenia Duarte Lugo, Miss Península Guajira 1988. Hasta el 2012, han sido coronadas 20 mises como Reinas de la entidad. Siendo la Guajira, Rociree Del Carmen Silva Fernández, la actual Soberana que ostenta el título de Miss Península Guajira.
Desde el 2013, lamentablemente no se ha escogido ninguna representante para este Territorio.
Color Clave
- Ganador
- Finalistas
- Semi Finalistas

| Miss P.G. | Candidata                          | Edad        | Procedencia            | Colocación                    | Premios                |             |
| --------- | ---------------------------------- | ----------- | ---------------------- | ----------------------------- | ---------------------- | ----------- |
| 1988      | María Eugenia Duarte Lugo          | 20          | Maracaibo              | 3º Lugar (Miss Internacional) |                        |             |
| 1989      | Patricia Carola Velásquez Semprún  | 18          | Sinamaica              | 7º Lugar (2º Finalista)       |                        |             |
| 1990      | Naylú Rincón Rodríguez             | S/D         | Se desconoce           | 10º Lugar (5.º Finalista)     |                        |             |
| 1991      | Gabriela Hidalgo Arreaza           | S/D         | Se desconoce           | Se retiró del concurso        | Se retiró del concurso |             |
| 1992      | María Luisa Fernández Parra        | S/D         | Maracaibo              |                               |                        |             |
| 1993      | Limairy Josefina Velásquez Semprún | S/D         | Se desconoce           |                               |                        |             |
| 1994      | Patricia Negrón González           | 19          | San Rafael de El Moján |                               |                        |             |
| 1995      | Kisvel Gabriela Brito Velásquez    | 17          | Sinamaica              |                               |                        |             |
| 1996      | Carola Thais Montiel Álvarez       | 24          | Maracaibo              |                               |                        |             |
| 1997      | Iohanna Beatriz Molero Urdaneta    | 23          | Maracaibo              |                               |                        |             |
| 1998      | Keyla Vanessa Alarcón Suárez       | 20          | Maracaibo              |                               |                        |             |
| 1999      | No Compitió                        | No Compitió | No Compitió            | No Compitió                   | No Compitió            |             |
| 2000      | Daniela Ysabel Monzant Valencia    | 18          | Maracaibo              | Top 10                        |                        |             |
| 2001      | Nieves Esperanza Medina Cestari    | 20          | Maracaibo              |                               |                        |             |
| 2002      | María Virginia Bastidas Ilukewitch | 23          | Maracaibo              |                               |                        |             |
| 2003      | Julimar Coromoto Queipo Silva      | 20          | Maracaibo              |                               |                        |             |
| 2004      | Elice Karina Vizcaya Molero        | 17          | Maracaibo              |                               |                        |             |
| 2005      | Dominika van Santen Alix           | 22          | Maracaibo              |                               |                        |             |
| 2006      | Zaida Josefina Arellano Álvarez    | 20          | Maracaibo              |                               |                        |             |
| 2007      | Kellyn Celeste García Alviarez     | 19          | Barinas                |                               | Miss Agente Especial   |             |
| 2008      | No Compitió                        | No Compitió | No Compitió            | No Compitió                   | No Compitió            |             |
| 2009      | No Compitió                        | No Compitió | No Compitió            | No Compitió                   | No Compitió            | No Compitió |
| 2010      | No Compitió                        | No Compitió | No Compitió            | No Compitió                   | No Compitió            | No Compitió |
| 2011      | No Compitió                        | No Compitió | No Compitió            | No Compitió                   | No Compitió            | No Compitió |
| 2012      | Rociree Del Carmen Silva Fernández | 25          | Sinamaica              | Top 10                        | Miss Cabello Radiante  |             |